# Brittiska F3-mästerskapet 2008
Brittiska F3-mästerskapet 2008 var ett race som körs över 11 omgångar och 22 heat, främst i England, men med några besök utomlands.
Group 3
Group 4
Group 5
Group B

## Delsegrare
| Datum         | Bana           | Vinnare           | Vinnare             |
| ------------- | -------------- | ----------------- | ------------------- |
| 24 mars       | Oulton Park    | Oliver Turvey     | Jaime Alguersuari   |
| 27 april      | Croft          | Sergio Pérez      | Brendon Hartley     |
| 18 maj        | Monza          | Sergio Pérez      | Sergio Pérez        |
| 26 maj        | Rockingham     | Atte Mustonen     | Sebastian Hohenthal |
| 8 juni        | Snetterton     | Michael Devaney   | Michael Devaney     |
| 29 juni       | Thruxton       | Brendon Hartley   | Brendon Hartley     |
| 13 juli       | Brands Hatch   | Jaime Alguersuari | Sergio Pérez        |
| 1-2 augusti   | Spa            | Oliver Turvey     | Brendon Hartley     |
| 16 augusti    | Silverstone    | Oliver Turvey     | Oliver Turvey       |
| 23-24 augusti | Bukarest       | Brendon Hartley   | Jaime Alguersuari   |
| 12 oktober    | Donington Park | Jaime Alguersuari | Jaime Alguersuari   |

### Slutställning
| Plats | Förare              | Poäng |
| ----- | ------------------- | ----- |
| 1     | Jaime Alguersuari   | 251   |
| 2     | Oliver Turvey       | 234   |
| 3     | Brendon Hartley     | 208   |
| 4     | Sergio Pérez        | 195   |
| 5     | Marcus Ericsson     | 141   |
| 6     | Atte Mustonen       | 138   |
| 7     | Sebastian Hohenthal | 105   |
| 8     | Michael Devaney     | 91    |
| 9     | Nick Tandy          | 86    |
| 10    | Max Chilton         | 72    |

## Nationella Klassen

### Delsegrare
| Bana           | Vinnare           | Vinnare         |
| -------------- | ----------------- | --------------- |
| Oulton Park    | Andy Meyrick      | Andy Meyrick    |
| Croft          | Andy Meyrick      | Andy Meyrick    |
| Monza          | Hywel Lloyd       | Jay Bridger     |
| Rockingham     | Andy Meyrick      | Andy Meyrick    |
| Snetterton     | Jay Bridger       | Stefan Wilson   |
| Thruxton       | Andy Meyrick      | Steven Guerrero |
| Brands Hatch   | Jay Bridger       | Steven Guerrero |
| Spa            | Stefan Wilson     | Jay Bridger     |
| Silverstone    | Stefan Wilson     | Hywel Lloyd     |
| Bukarest       | Salman Al-Khalifa | Stefan Wilson   |
| Donington Park | Henry Surtees     | Jay Bridger     |